# Meseret Defar
Meseret Defar född den 19 november 1983 i Addis Ababa är en etoipisk friidrottare som tävlar i långdistanslöpning. 
Defars genombrott kom när hon 2002 blev juniorvärldsmästarinna på både 3 000 meter och på 5 000 meter. Året efter kom hennes första mästerskapsmedalj när hon blev bronsmedaljös vid inomhus VM på 3 000 meter. Hon deltog även vid utomhus VM i Paris men blev där utslagen redan i försöken.
Året efter deltog hon i Olympiska sommarspelen 2004 i Aten där hon blev olympisk mästarinna på 5 000 meter på tiden 14.45,65. Tidigare samma år hade hon även blivit världsmästarinna inomhus på 3 000 meter. 
Under 2005 deltog hon vid VM i Helsingfors och slutade där tvåa på 5 000 meter efter landsmaninnan Tirunesh Dibaba. Hon inledde 2006 med att försvara sitt guld inomhus på 3 000 meter. Utomhus sprang hon vid tävlingar i New York 5 000 meter på 14.24,53 vilket var snabbare än Elvan Abeylegesses två år gamla världsrekord. 
Under 2007 förbättrade hon sitt världsrekord på 5 000 meter när hon noterade tiden 14.16,63 vid tävlingarna på Bislett Games. Samma år blev hon även världsmästarinna på 5 000 meter vid VM i Osaka.
Under 2008 försvarade hon åter sitt guld på 3 000 meter vid inomhus VM i Valencia. Hon deltog även i Olympiska sommarspelen 2008 i Peking där hon slutade på tredje plats. Hennes bronsmedalj korrigerades till en silvermedalj sedan Elvan Abeylegesse diskvalificerats för doping.
Under 2008 blev hon även av med sitt världsrekord då Tirunesh Dibaba sprang på 14:11,15. 
Hon deltog på både 5 000 och 10 000 meter vid VM 2009 i Berlin. På den kortare distansen blev hon bronsmedaljös och på den längre slutade hon på femte plats. Hon avslutade friidrottsåret med att vinna guld på både 3 000 och 5 000 meter vid IAAF World Athletics Final 2009.

## Personliga rekord
- 1 500 meter - 4.06,12 från 2006
- 3 000 meter - 8.24,51 från 2007 (inomhus 8.23,72 VR från 2007)
- 5 000 meter - 14.12,88 från 2008
- 10 000 meter - 29.59,20 från 2009